# 2733 Hamina
2733 Hamina è un asteroide della fascia principale. Scoperto nel 1938, presenta un'orbita caratterizzata da un semiasse maggiore pari a 2,3462056 au e da un'eccentricità di 0,1374986, inclinata di 10,41204° rispetto all'eclittica.
L'asteroide è dedicato all'omonima città finlandese.